# M728 CEV
M728 CEV (англ. M728 Combat Engineer Vehicle) — гусенична броньована інженерна машина виробництва США, створена на базі танків M60A1. 105-мм гармату було замінено 165-мм короткоствольною гарматою M135 для пророблення проходів у мінних полях, яка була модифікованою версією британської гармати L9A1. У передній частині корпусу встановлено гідравлічний бульдозерний ніж M9 завширшки 3,71 м з гідравлічним приводом, А-подібна кранова стріла, яка дозволяла піднімати вантажі до 7940 кг однією машиною або 16 000 кг двома інженерними машинами. Також встановлювалася гідравлічна тяглова лебідка.

## Історія розробки та служби
Наприкінці 1940-х років дослідний інститут з досліджень та розвитку інженерної техніки армії США спільно з Chrysler розпочав роботи з розробки дослідних зразків броньованої інженерної техніки. Перші прототипи T39 створювалися на базі важкого танку M26, а починаючи з 1960 року варіант T118 — на базі T95. Обидва прототипи пройшли повний цикл випробувань на Абердинському полігоні до 1963 року і завершальні випробування в 1964 році. T118E1, з модифікованою баштою від M60A1, в 1965 році був прийнятий на озброєння як M728 і досяг оперативної спроможності у 1968 році. Башточки для M728 виготовлялися на танковому заводу «Детройт Арсенал» корпорації Chrysler Corp., Воррен, штат Мічиган. Остаточне збирання та комплектація складовими до корпусів інженерних машин проводилася у Анністонівському танковому депо армії США в Бінамі у Алабамі.
З 1965 до 1972 рік здійснювалося серійне виробництво першої моделі M728. З 1982 по 1987 рік вироблялися M782A1, на виготовлення яких було використано багато старих танків M60A2 Patton. Усі M728A1 були перероблені та зібрані в Анністонівському танковому депо за контрактом з General Dynamics Land Systems. Загалом було випущено 312 екземплярів броньованої інженерної машини M728 CEV різних варіантів.
M728 CEV надходили на озброєння інженерних рот по дві одиниці у кожну важку дивізію, по дві в інженерні роти в механізовані корпуси, по три в інженерні роти в бронетанкові/піхотні окремі бригади і по три на інженерну роту в бронетанковому кавалерійському полку.

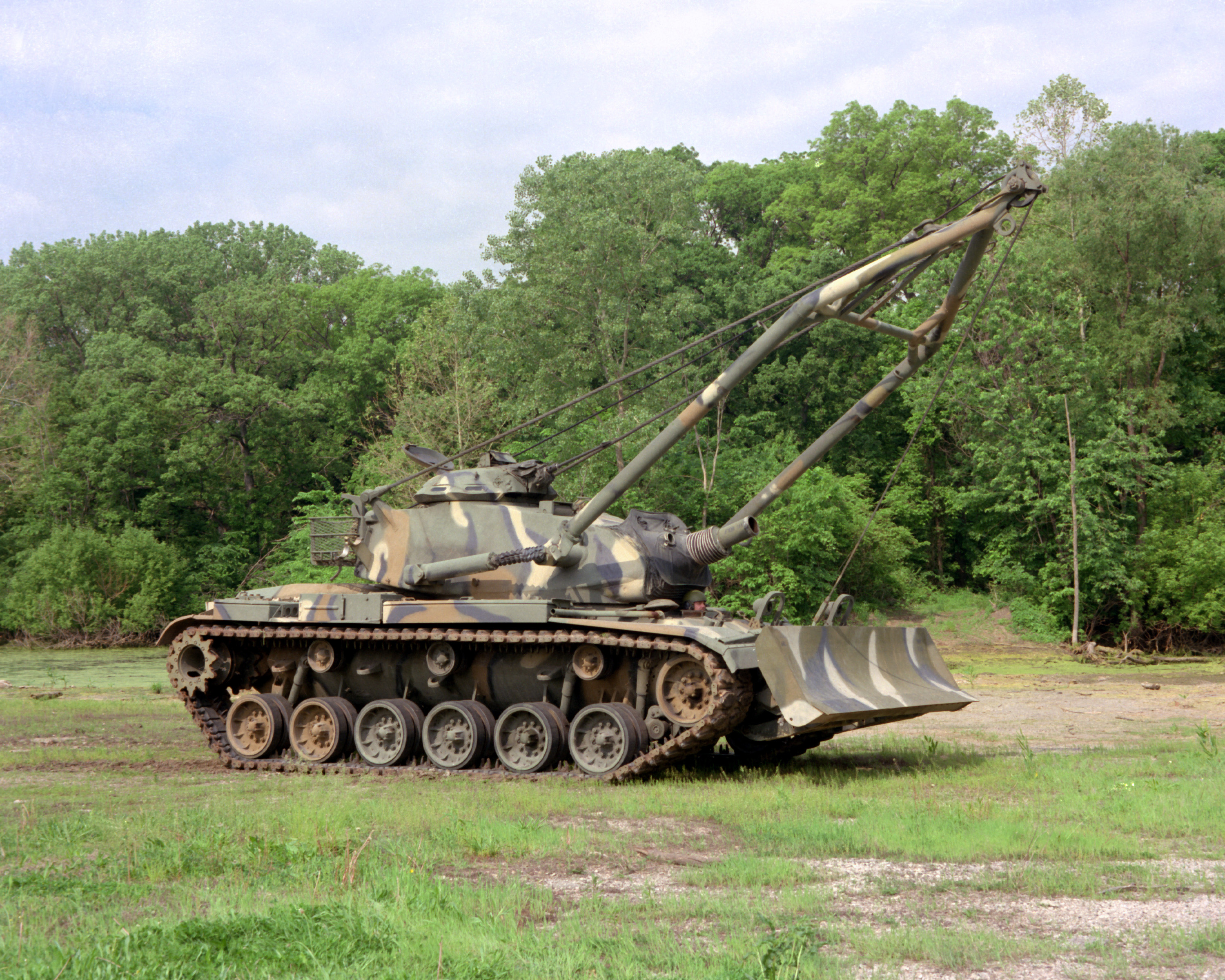
M728 CEV з бульдозерним ножем M9 та А-подібною крановою стрілою в розгорнутому положенні

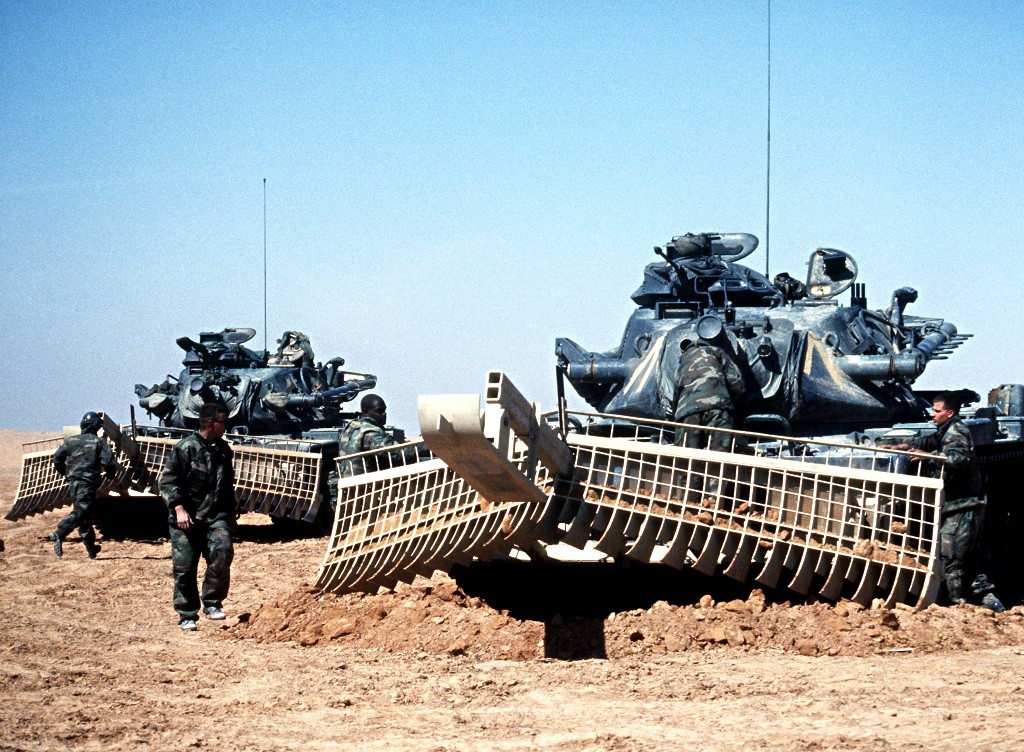
M728A1 72-ї інженерної роти 24-ї піхотної дивізії, перевіряє навісне обладнання для розмінування. Операція «Буря в пустелі». 18 лютого 1991

Вперше броньована інженерна машина M728 CEV була застосована в бойових умовах у 1968 році під час війни у В'єтнамі. М728 використовувалися як засіб вогневої підтримки, при забезпеченні охорони та оборони військових баз, діях про засідок противника, атаках на укріплені фортифікаційні позиції В'єтконга та обмежено при проведенні розвідки боєм. Також підрозділи, оснащені M728 CEV, дислокувалися в Західній Німеччині в роки Холодної війни для підтримки бойових інженерних операцій та брали участь у щорічних навчаннях РЕФОРГЕР до 1991 року.
У ході війни в Перській затоці M728 CEV активно використовували під час фази «Щит пустелі» для очищення підозрілих мінних полів, створення тимчасових оборонних позицій для піхотних та бронетанкових формувань, а також інженерного обладнання районів зосередження, шляхів висування в пустельній смузі біля іракського кордону з Саудівської Аравії тощо в контексті підготовки до наступальної операції. З початком наступу за планом «Буря в пустелі», інженерні машини 24-ї піхотної дивізії та XVIII повітрянодесантного корпусу США активно діяли на початковому етапі, забезпечуючи інженерну розвідку та розчищення маршрутів прориву бронетехніки у визначених смугах. Після цього M728 CEV були залишені в резерві, як тільки союзні війська розпочали фазу переслідування та розвитку оперативного успіху. По завершенню активних бойових дій інженерні машини використовувалися для розмінування, зриву фортифікаційних споруд іракців та для гасіння приблизно 20 % палаючих нафтових свердловин у Кувейті.
З грудня 1995 року армія США застосовувала M728A1 у складі сил НАТО під час проведення миротворчих операцій на території колишньої Югославії. Їх першою місією була допомога в захисті та розмінуванні міжнародного аеропорту в Сараєво під час Боснійської війни. До вересня їх місія розширилася, включаючи дорожнє розмитнення, знищення фортифікаційних споруд, захист гуманітарної допомоги та надання допомоги в цілому в Боснії і Герцеговині, а також для захисту цивільних біженців, коли цього вимагав Червоний Хрест. У листопаді 1996 року 1-ша бронетанкова дивізія, що інтенсивно використовувала бойові інженерні машини M728A1, була замінена на 1-шу піхотну дивізію та повернулася до Німеччини.
Весною 1993 року міністерство юстиції США тимчасово позичило M728 CEV в американській армії для розблокування агентами Федерального бюро розслідувань та АТФ маєтку Маунт-Кармел у м. Вейко у ході протистояння, яке стало відомо, як облога Маунт-Кармел. Броньовані машини використовували для зруйнування парканів навколо маєтку та інших споруд, розчищаючи шляхи просування штурмових груп до обложеного комплексу.
Наприкінці XX століття в американській армії M728 було визнано недостатньою для повноцінної підтримки бронетанкової техніки на кшталт M1 Abrams та M2 Bradley, паралельно зростали витрати на утримання та виникали постійні труднощі з придбанням деталей для проведення ремонту й обслуговування цих машин. Втім, у M728 не було заміни у 2000 році. Програма M1 Grizzly була скасована в 2001 році, а розроблений прототип не дійшов до серійного виробництва. Морська піхота, однак, наполягала на придбанні адекватної заміни M728 і фінансувала власну розробку та тестування штурмової машини M1150. У 2018 році армія США почала знімати з озброєння M728 та тимчасово переводячи їх до підрозділів армійського резерву та Національної гвардії. Поступово проводиться заміна на M1150, яка має бути завершена до 2024 року.

## Оператори

### Поточні оператори
- Іспанія: 38 × M60CZ-10/25E Alacran (іспанська модифікація M728 CEV) — на службі в армії Іспанії
- Марокко: 6 x M728 перебуває на службі в Королівській армії Марокко
- Оман: 3 x M728 CEV перебуває на службі в Королівській армії Оману[1]
- Португалія: 3 × M728 CEV на озброєнні Португальської армії[1]
- Саудівська Аравія: 15 × M728 перебуває на службі в армії Саудівської Аравії[1]
- США
  - Армія США: загалом 262 од. різного типу перебуває на озброєнні Національної гвардії та Резерву армії США. З 2018 року відбувається заміна на сучасніші M1150 ABV

### Колишні оператори
- Сінгапур: 6 одиниць M728 CEV виведені до резерву зі складу сінгапурської армії в 2016 році